# Иванюшин, Александр Алексеевич
Алекса́ндр Алексе́евич Иванюшин (эст. Aleksandr Ivanjušin; род. 7 сентября 1995 года, Кохтла-Ярве, Эстония) — российский футболист, полузащитник.

## Карьера

### Клубная
В футбол пришел в 2007 году в клуб «Алко» из Кохтла-Ярве, с 2011 по 2014 год играл за взрослые команды этого же города «Лоотус» и «Ярве».
В 2014 году впервые сыграл в высшей лиге Эстонии за клуб «Локомотив» из Йыхви, а в 2015 перешел в другую команду из Премиум лиги «Калев» (Силламяэ). В марте 2018 года стал играть за команду «Ярве» из города Кохтла-Ярве. В мае был признан лучшим игроком апреля Первой лиги Б.
В январе 2019 года подписал контракт с таллинским клубом «Нымме Калью». Дебютировал за команду 3 августа в игре против команды Курессааре, где вышел на замену на 65 минуте. В феврале 2020 года на правах аренды перешел в клуб «Нарва-Транс».
С 2022 года выступает за «Харью» (Лаагри), с которым в том же году стал победителем первой лиги.

### Тренерская
1 октября 2017 года стал тренером в детской футбольной школе «Ноова» из Йыхви. В апреле 2018 года получил тренерскую лицензию категории «D» Эстонского футбольного союза.

## Статистика

### Клубная статистика
| Клуб               | Сезон | Чемпионат     | Чемпионат | Чемпионат | Кубок | Кубок | Еврокубки | Еврокубки | Другое | Другое | Итог | Итог |
| Клуб               | Сезон | Дивизия       | Игры      | Голы      | Игры  | Голы  | Игры      | Голы      | Игры   | Голы   | Игры | Голы |
| ------------------ | ----- | ------------- | --------- | --------- | ----- | ----- | --------- | --------- | ------ | ------ | ---- | ---- |
| Лоотус             | 2012  | Первая лига   | 3         | 0         |       |       | —         | —         | —      | —      | 3    | 0    |
| Ярве (Кохтла-Ярве) | 2013  | Первая лига Б | 28        | 1         | 2     | 0     | —         | —         | —      | —      | 30   | 1    |
| Ярве (Кохтла-Ярве) | 2014  | Первая лига Б | 15        | 0         |       |       | —         | —         | —      | —      | 15   | 0    |
| Локомотив (Йыхви)  | 2014  | Премиум Лига  | 10        | 0         | 2     | 0     | —         | —         | —      | —      | 12   | 0    |
| Калев (Силламяэ)   | 2015  | Премиум Лига  | 19        | 0         | 3     | 0     | —         | —         | —      | —      | 22   | 0    |
| Калев (Силламяэ)   | 2016  | Премиум Лига  | 23        | 0         | 2     | 0     | —         | —         | —      | —      | 25   | 0    |
| Калев (Силламяэ)   | 2017  | Премиум Лига  | 32        | 0         | 1     | 0     | —         | —         | —      | —      | 33   | 0    |
| Ярве (Кохтла-Ярве) | 2018  | Первая лига Б | 33        | 12        | 2     | 1     | —         | —         | —      | —      | 35   | 13   |
| Нымме Калью        | 2019  | Премиум Лига  | 4         | 0         | 1     | 0     | 0         | 0         | 0      | 0      | 5    | 0    |
| Нымме Калью U21    | 2019  | Первая лига Б | 19        | 0         | 0     | 0     | —         | —         | —      | —      | 19   | 0    |
| Нарва-Транс        | 2020  | Премиум Лига  | 4         | 0         | 1     | 0     | 0         | 0         | 0      | 0      | 5    | 0    |
| Итого              | Итого | Итого         | 190       | 13        | 14    | 1     | 0         | 0         | 0      | 0      | 204  | 14   |

## Достижения

### Командные
«Калев (Силламяэ)»
- Финалист Кубка Эстонии (1): 2015/16

 «Нымме Калью»
- Бронзовый призёр чемпионата Эстонии (1): 2019

 «Нарва Транс»
- Финалист Кубка Эстонии (1): 2019/20
- Финалист Суперкубка Эстонии (2): 2020, 2024